# Zemugletscher
Der Zemugletscher ist ein etwa 25 km langer Gletscher im Himalaya im Nordwesten von Sikkim in Indien.

## Lage
Der Zemugletscher hat sein Nährgebiet an der Ostflanke des Kangchendzönga (8586 m), dem dritthöchsten Berg der Erde, auf einer Höhe von etwa 6200 m. Der Gletscher strömt anfangs etwa 4,5 km nach Osten. Anschließend strömt er 3 km in Richtung Nordnordost, dann 4,5 km nach Nordosten und schließlich nach Osten. Tributärgletscher des Zemugletscher sind Twins-Gletscher und Nepal-Gap-Gletscher von links sowie Siniolchu-Gletscher von rechts. Im Norden und im Osten wird der Zemugletscher von zwischen 5000 m und 6000 m hohen Gipfeln flankiert. Im Westen liegen die Gipfel fast durchweg in Höhen über 7000 m. Der Zemugletscher hat eine Fläche von etwa 34 km². Die mittlere Gletscherbreite liegt bei etwa 850 m. Der Zemugletscher ist im Rückzug begriffen. Am unteren Gletscherende auf etwa 4200 m Höhe hat sich eine Moräne gebildet. Der Zemugletscher speist den Zemu Chu, ein rechter Nebenfluss des Lachen Chu. Letzterer bildet den rechten Quellfluss der Tista.